# Ruta IO52 (Lima)
La ruta IO52 o "la 12" es una ruta de transporte público del área metropolitana de Lima, que conecta los distritos de Callao y San Juan de Lurigancho. El trayecto de esta ruta consta de 108 o 107 paradas dependiendo de la dirección y dura aproximadamente entre 3 y 4 horas.

## Características
Esta ruta de transporte público está administrada por la empresa de transportes Huáscar S.A., la cual gestiona también las rutas IM26, 3807 y 8521, que transitan por la urbe limeño-chalaca.

### Autorización
La ruta IO52 se encuentra autorizada por la Municipalidad Provincial del Callao (MPC) y la Autoridad de Transporte Urbano (ATU).

## Trayecto
Los autobuses de la ruta IO52 (aprox. 90) comienzan a operar a las 5:00 a.m. y terminan a las 10:00 p.m. por los distritos de Callao, Bellavista y La Perla en la Provincia Constitucional del Callao, por los distritos de San Miguel, Magdalena del Mar, Pueblo Libre, Breña, Lima, Rímac y San Juan de Lurigancho en la provincia de Lima; pasando por importantes lugares, tales como el centro comercial Minka, la plaza de la Bandera, el hospital Arzobispo Loayza, las plazas Dos de Mayo y Ramón Castilla, la plaza de Acho y el hospital de San Juan de Lurigancho.

### Terminales
Su terminal de ida se encuentra en el centro comercial Minka, en el Callao y su terminal de vuelta se encuentra en la urbanización Casablanca, en San Juan de Lurigancho.

### Recorrido
| Dirección                        | Avenidas y calles |
| -------------------------------- | --- |
| Ida Hacia San Juan de Lurigancho | C. S/N (Minka) - C. Enrique Meiggs - Av. C - Av. Argentina - Av. Insurgentes - C. 2A - Av. Del Pescador - Av. Haya de la Torre - Av. La Paz - Av. Universitaria - Jr. Comandante Espinar - Av. Antonio José de Sucre - Av. José de San Martín - Av. Tingo María - Av. Arica - Av. Bolivia - Av. Alfonso Ugarte - Av. Caquetá - Jr. Piñonate - Av. Los Próceres - Jr. Virú - Jr. Chiclayo - Jr. Loreto - Av. 9 de Octubre - Av. Próceres de la Independencia - Av. Lima - Av. Las Flores de Primavera - Av. Canto Grande - Av. José Carlos Mariátegui - Av. Fernando Wiesse - Av. El Muro Oeste. |
| Vuelta Hacia el Callao           | Av. El Muro Oeste - Av. Fernando Wiesse - Av. José Carlos Mariátegui - Av. Canto Grande - Av. Las Flores de Primavera - Av. Lima - Av. Próceres de la Independencia - Av. 9 de Octubre - Jr. Cajamarca - Av. Francisco Pizarro - Jr. Piñonate - Av. Caquetá - Av. Alfonso Ugarte - Av. Venezuela - Av. Tingo María - Av. José de San Martín - Av. Antonio José de Sucre - Jr. Salaverry - Av. Federico Gallese - Av. La Paz - Av. Haya de la Torre - Av. Del Pescador - C. 2A - Av. Insurgentes - Av. Argentina - Av. C - C. Enrique Meiggs - Av. del Faro - C. S/N (Minka).                    |

## Rutas relacionadas
9306 (Callao - San Juan de Lurigancho), IM26 (San Martín de Porres - San Juan de Lurigancho), 3807 (San Juan de Lurigancho), 8521 (Villa El Salvador - Jesús María), IO66 (Callao - San Juan de Lurigancho).